# Карлос Олівейра
Карлос Олівейра Ернандес (ісп. Carlos Oliveira Hernández; дата народження та смерті невідомі) — кубинський футболіст, нападник.

## Клубна кар'єра
На клубному рівні виступав за кубинський клуб «Хіспано Амеріка».

## Кар'єра в збірній
Артуро Гальсеран виступав за національну збірну Куби. У 1938 році був викликаний для участі в чемпіонат світу. На цьому турнірі зіграв два матчі, автор переможного голу у ворота Румунії.